# Sandro
Sandro je moško osebno ime.

## Izvor imena
Ime Sandro je različica moških osebnih imen Aleksander oziroms Sandi.

## Pogostost imena
Po podatkih Statističnega urada Republike Slovenije je bilo na dan 31. decembra 2007 v Sloveniji število moških oseb z imenom Sandro: 95.

## Osebni praznik
Osebe z imenom Sandro lahko godujejo takrat kot osebe z imenom Aleksander oziroma Sandi.